# لك هذه الرقصة
لك هذه الرقصة (بالإنجليزية: Take This Waltz)‏ هو فيلم كوميدي دراما رومانسي من تأليف وإخراج سارة بولي وبطولة ميشيل ويليامز، سيث روغن، لوك كيربي وساره سلفرمان، عرض الفيلم لأول مرة خلال مهرجان تورونتو السينمائي الدولي في 11 سبتمبر 2011.

## روابط خارجية
- الموقع الرسمي
- لك هذه الرقصة على موقع IMDb (الإنجليزية)
- لك هذه الرقصة على موقع ميتاكريتيك (الإنجليزية)
- لك هذه الرقصة على موقع روتن توميتوز (الإنجليزية)
- لك هذه الرقصة على موقع نتفليكس (الإنجليزية)
- لك هذه الرقصة على موقع قاعدة بيانات الأفلام العربية
- لك هذه الرقصة على موقع ألو سيني (الفرنسية)
- لك هذه الرقصة على موقع أول موفي (الإنجليزية)
- لك هذه الرقصة على موقع بوكس أوفيس موجو (الإنجليزية)
- لك هذه الرقصة على موقع فيلمافينيتي (الإسبانية)
- لك هذه الرقصة على موقع قاعدة بيانات الأفلام السويدية (السويدية)

لم يتم العثور على روابط لمواقع التواصل الاجتماعي.